# Manabu Nakamura
Manabu Nakamura (中村 学 Nakamura Manabu?), född 26 juni 1977 i Iwate prefektur, är en japansk före detta fotbollsspelare.
Nakamura började sin karriär 1996 i Brummell Sendai (Vegalta Sendai). Han spelade 84 ligamatcher för klubben. Efter Vegalta Sendai spelade han för Grulla Morioka. Han avslutade karriären 2005.